# Midnattsol
Midnattsol (нор. північне сонце) — норвезько-німецький гурт, котрий грає у стилі фолк-метал і симфо-метал. Гурт засновано у 2002 році. Вокалістками групи Midnattsol є сестри Кармен Еліз і Лів Крістін Еспенес (остання раніше брала участь у групах Leaves’ Eyes і Theatre of Tragedy).

## Історія
У 2002 році Кармен Еліз Еспенес і гітарист Кріс Гектор створили гурт з норвезьких і німецьких музикантів, які грали у стилі фолк-метал і симфо-метал. Сама група характеризує свій стиль як норвезький фолк-метал (Nordic folk metal), оскільки фолк-елементи у їхній композиціях засновані на норвезькому фольклорі. Перший альбом колективу Where Twilight Dwells видано у 2005 році; другий альбом Nordlys — 28 березня 2008 року.
У 2009 році колектив змінив склад, гітарист Кріс Гектор покинув гурт заради створення власного проекту, пізніше котрого замінив Фабіан Поспих, який покинув склад групи, щоб проводити більше часу з сім'єю.
У 2009 році Midnattsol отримала премію 'Best Hope' на фестивалі Metal Female Voices Fest за підсумками народного голосування.
Весною 2010 року гурт оголосив про початок роботи над третім альбомом, а у листопаді стало відомо, що альбом буде називатися The Metamorphosis Melody. Дата виходу альбому — 22 квітня 2011 року.
У 2017 році на офіційній сторінці Facebook з'явилась інформація про те, що Біргіт, Маттіас і Кріс покинули колектив за особистими причинами, і їхня заміна буде оголошена у найближчий час. А у грудні того ж року була опублікована новина про приєднання до групи на постійній основі старшої сестри Кармен — Лів Крістін.

## Склад
Учасник
- Кармен Еліз Еспенес — вокал (з 2002)
- Лів Крістін Еспенес — вокал (з 2017)
- Даніель Фішер — клавішні (з 2002)
- Алекс Каутц — гітара (з 2009)

Колишні учасники
- Крістіан Фюттерер — гітара (2002)
- Крістіан Гектор — гітара (2002—2008)
- Фабиан Поспих — гітара (2008—2009)
- Біргіт Оллбрюннер — бас (2002—2017)
- Даніель Дрост — гітара (2002—2017)
- Маттіас Шулер — гітара (2011—2017)
- Кріс Мерзінскі — ударні (2002—2017)

## Дискография
Демо
- Midnattsol (2003)

Студійні альбоми
- Where Twilight Dwells (2005)
- Nordlys (2008)
- The Metamorphosis Melody (2011)
- The Aftermath (2018)